# Aphanistes edemae
Aphanistes edemae là một loài tò vò trong họ Ichneumonidae.